# Il dottor Mabuse
Il dottor Mabuse (Dr. Mabuse, der Spieler) è un film del 1922 diretto da Fritz Lang, tratto dal romanzo omonimo di Norbert Jacques Dr. Mabuse, Der Spieler (1921)..
È una delle pellicole più celebri del cinema espressionista tedesco.
Il film dura 270 minuti, per cui lo stesso Lang lo divise in due parti:
- Dr. Mabuse, der Spieler. Erster Teil: Der große Spieler. Ein Bild der Zeit (Dr. Mabuse, il giocatore. Parte I: Il grande giocatore. Un quadro dell'epoca)
- Dr. Mabuse, der Spieler. Zweiter Teil: INFERNO. Ein Spiel von Menschen unserer Zeit (Dr. Mabuse, il giocatore. Parte II: INFERNO. Un dramma di uomini della nostra epoca)[2].

Lang riprese il personaggio di Mabuse altre due volte, con Il testamento del dottor Mabuse del 1933 e Il diabolico dottor Mabuse del 1960. I tre film corrispondono a tre periodi difficili della storia tedesca: gli anni di crisi economica della Repubblica di Weimar, l'ascesa del Nazismo al governo del paese, la Guerra fredda. Alla trilogia sono ispirati vari film successivi di altri registi.

## Trama
Il dottor Mabuse, medico psicoanalista, è l'incarnazione del male: capace di impadronirsi di immense fortune condizionando la borsa con mezzi illeciti, dedito al gioco d'azzardo e alla fabbricazione di denaro falso, ha come fine ultimo delle sue azioni la manipolazione degli individui e della realtà. Mabuse commissiona inizialmente il furto di un contratto commerciale, seminando il panico nel mercato azionario. I prezzi crollano e il genio malefico riesce a fare razzia dei titoli. Successivamente il contratto viene fatto ritrovare e i titoli riprendono valore. Mabuse diventa ricchissimo.
Immerso nell'ambiente della malavita, in cui opera come un'entità oscura e onnipotente, Mabuse si rende autore delle azioni più malvagie, eliminando ogni nemico o presunto tale. Mabuse, vestendo i panni dell'agitatore, sobilla la folla contro la polizia. Un protagonista della rivolta dirà che, pur non avendo mai conosciuto l'agitatore, era rimasto come soggiogato dalla sua retorica. Il dottore, sebbene sia in grado - tramite l'ipnosi e il magnetismo indotto - di soggiogare la mente delle persone, non riesce a far innamorare la contessa che egli ama e che tiene prigioniera. Alla fine il malefico psicoanalista, dopo essere sfuggito a una sparatoria, impazzisce rimanendo vittima dei propri incubi.

## Sequenze

### Parte prima: Il grande giocatore. Un quadro dell'epoca
- Montaggio alternato. Travestimento del dottor Mabuse, assistito dal segretario cocainomane Poerri; suoi traffici con laboratorio diretto dal fedele Hawasch che sforna plichi di banconote false. Georg, altro uomo di Mabuse, assassina un corriere olandese, in viaggio su un rapido diretto a Ginevra; ruba e lancia dal finestrino la cartella contenente un contratto segreto fra Olanda e Svizzera sul commercio di cacao e di caffè.
- La borsa. Sui giornali appare la notizia del furto del contratto. Crolla il mercato azionario. Solo Mabuse, fermo e tranquillo in mezzo al panico, compra e, alla notizia del ritrovamento del documento trafugato, quando i titoli risalgono, vende, realizzando un enorme guadagno.
- Folies Bergère. Esibizione della stella del night-club, la danzatrice Chérie Carozza. Mabuse da un palco osserva col binocolo il figlio di un ricco industriale, Edgar Hull, sua nuova vittima. All'uscita del teatro si finge un vecchio amico e malgrado il giovane non lo riconosca ottiene di essere accompagnato da lui al club.
- Club 17+4. Partita a carte fra Hull e Mabuse. Hull ha l'asso di quadri e il 10 di fiori, carte più alte dell'avversario, eppure inspiegabilmente perde una somma spropositata. Oltre ai 20.000 marchi versati in contante, deve pagare una cambiale di 150.000 marchi, da recapitare all'Hotel Excelsior, stanza 112, ad un certo signor Hugo Balling, come indicato nel biglietto da visita del vincitore. Scopre però che al nome Hugo Balling corrisponde una persona mai vista. Ancora disorientato incrocia e non per caso, la bella ballerina Chérie Carozza. La donna, una spia di Mabuse, lascia volutamente cadere un fazzoletto profumato. Il gentiluomo galante lo raccoglie ed è l'inizio di una relazione.
- Salotto di Hull. Il ricco giovane ha appuntamento con la ballerina, l'attende con impazienza. Giunge inaspettata la visita del procuratore di Stato, Norbert von Wenk. Da sei settimane si moltiplicano le denunce contro giocatori troppo fortunati e il procuratore vuole interrogare Hull sul suo incidente al gioco e sul misterioso signor Balling. Hull collabora.
- Ristorante Schramm. Hull vi accompagna Chérie Carozza. C'è anche Wenk a cui un amico presenta l'affascinante contessa Dusy Told. Il locale consta di un cabaret e di un circolo privato, dove si gioca. La contessa, soprannominata "la spettatrice", confessa al procuratore di frequentare, di nascosto dal marito, ambienti equivoci, in cerca di forti emozioni.
- Montaggio alternato. La contessa ha invitato Wenk per un tè, in segno di gratitudine per la sua discrezione: il procuratore le propone di affiancarlo nella ricerca del giocatore-truffatore; a casa di Mabuse Carozza manifesta preoccupazione per la pericolosa intraprendenza di Wenk.
- Bisca clandestina. Ottenuto da Carozza l'elenco delle bische, Wenk si trucca in modo da apparire irriconoscibile e si dirige in una di esse, sperando di incontrare il grande truffatore. Tiene banco Mabuse in persona. Con un paio di occhiali cinesi dalle lenti rettangolari tenta di ipnotizzare il procuratore, che imprevedibilmente gli resiste. Di fronte all'insuccesso, il dottore fugge e fa perdere le sue tracce. Wenk sale su un taxi alla cui guida c'è Georg, il killer di Mabuse; è gasato, derubato, e abbandonato su una barca alla deriva.
- Spettacolo al Petit Casino e seduta spiritica a casa del consigliere Wendel. Carozza si fa accompagnare da Hull all'apertura di un nuovo locale molto moderno, dotato di congegni spettacolari. Wenk, scampato all'agguato, cerca la contessa, ma lei sta partecipando a una seduta spiritica, nella casa del consigliere Wendel; al suo fianco il dottor Mabuse la intrattiene e si fa invitare a un ricevimento a casa del conte.
- Assassinio di Hull. Carozza convince Hull a lasciare il teatro prima che termini lo spettacolo, accampando come scusa la paura di una eventuale retata della polizia. Escono da una porta secondaria. Gli uomini di Mabuse li stanno attendendo. Hull viene ucciso. Wenk insegue la donna e l'arresta.
- Carcere. Confronto fra la contessa e Chérie Carozza. Wenk persuade la contessa a fingersi vittima di un raid e, incarcerata nella cella della ballerina, tenta di carpirle delle informazioni. Ma la ragazza intuisce che è un inganno e proclama il suo amore per il misterioso personaggio. La contessa è colpita dalla forza del suo sentimento.
- Ricevimento a casa del conte Told, appassionato collezionista di opere d'arte. Partita a poker. Il conte Told, che solitamente non gioca, suggestionato dagli invisibili poteri persuasivi di Mabuse, partecipa e vince, ma è accusato di aver barato. Per la vergogna e lo sgomento la contessa sviene. Mabuse la rapisce e la sequestra.

### Parte seconda: Inferno. Un dramma di uomini della nostra epoca
- Notte. Gente che non dorme: Carozza in cella oppressa per l'abbandono di Mabuse, il conte Told nella sua casa-museo solo e sgomento, Wenk nel suo ufficio, arrovellandosi sull'identità del grande truffatore. Mabuse festeggia e beve smodatamente con i suoi aiutanti. Fradicio di pioggia, Told fa visita a Wenk. È turbato per l'inspiegabile caso capitatogli e decide di farsi curare da uno psicanalista. La scelta cade sull'unico che conosce: il dottor Mabuse!
- Mattino successivo. Mabuse visita Told e approfittando del suo ruolo di medico gli impone un totale isolamento. Wenk non riesce più a contattarlo.
- Morte di Carozza. Georg, travestito da secondino, porta a Carozza il veleno, segno della sfiducia da parte del grande capo; lei disperata si suicida. Pesch, anch'egli al servizio di Mabuse, si finge elettricista, si introduce nell'ufficio del procuratore e provoca un'esplosione. Non sfugge tuttavia alle forze dell'ordine.
- Morte di Pesh. Wenk spera di cavare qualche informazione preziosa dall'arrestato. Purtroppo nel tragitto verso la centrale, una folla aizzata dallo stesso Mabuse, rallenta e ferma la vettura della polizia; Pesch è colpito a morte da una pallottola sparata da un abbaino.
- Morte del conte Told. Persuaso che la moglie l'abbia lasciato, il conte vaga nella notte come un sonnambulo per le sale del suo palazzo, rischiarando con un candelabro i suoi tesori d'arte. Tormentato dalle allucinazioni si taglia la gola con il rasoio.
- Wenk vuole interrogare lo psicanalista sugli eventi che hanno portato Told alla morte. Se lo ritrova nello studio, senza che qualcuno l'abbia visto entrare. Il dottore lo invita a interessarsi degli esperimenti ipnotici del dottor Sandor Weltmann.
- Salone principale della Filarmonica. Esibizione del dottor Sandor Weltmann, alias Mabuse. Wenk è coinvolto nelle dimostrazioni proposte dal dottore e sotto l'influsso magnetico dei suoi ordini, si mette alla guida di un'automobile diretta verso un precipizio, la cava Melior. La prontezza dei suoi uomini gli salva la vita. Ormai ha intuito chi è il grande truffatore.
- Gran finale. La casa di Mabuse è accerchiata dalla polizia e dall'esercito. La banda criminale resiste. Hawasch muore, Georg e Poerri sono fatti prigionieri. La contessa, molto provata, è liberata. Mabuse, ferito alla testa, percorre i condotti fognari che uniscono la sua casa al laboratorio. Là giunto, resta chiuso in trappola, in compagnia dei ciechi contabili di banconote false, internati nell'antro. Georg in cella si impicca; Poerri invece rivela il luogo in cui si trova il laboratorio. Crollati i progetti di potenza, perseguitato dai fantasmi degli assassinati, Mabuse, fuori di sé, sparge all'aria le banconote false come fogli di carta straccia. È un uomo finito quello che in silenzio, senza trionfalismi, Wenk e i poliziotti trascinano via.

## Produzione
Il film fu prodotto dall'Uco-Film GmbH (Berlin) come Decla-Bioscop AG (Berlin). La lavorazione richiese 8 settimane per la prima parte, 9 settimane per la seconda.

### Scenografie
«Il ristorante con le pareti di fiamma dove cenano Wenk e il suo amico è l'unica scenografia davvero espressionista. La sala da gioco “Petit Casino” con il suo arredamento bizzarro nella cui forma rotonda Siegfried Krakauer vede “il circolo come simbolo del caos” ricorda la stilizzazione decorativa dei Wiener Werkstätte di Vienna e di Monaco. Se ne riconosce lo stile "déco" degli anni venti, addirittura la Secessione viennese quando il croupier viene alzato da un congegno idraulico e fatto scendere di nuovo all'arrivo della polizia, o una ballerina cala in scena da una sorta di gigantesco lampadario. Il salotto da tè della contessa è tipicamente Art Déco».

### Costi
Il film costò ben 15 milioni di marchi.

## Distribuzione
Distribuito dall'Universum Film (UFA), la prima parte del film uscì nelle sale cinematografiche tedesche a Berlino all'Ufa-Palast am Zoo il 27 aprile 1922. La seconda parte fu presentata il 26 maggio 1922, nello stesso luogo.

### Accoglienza
«La stampa ne scrisse le lodi, quasi unanimemente, sottolineandone il valore di ritratto, quasi di simbolo o forse un sintomo, della contemporanea Germania di Weimar» (Francesco Bono)

### Critica
(Bilzeitung am Mittag)
(Georges Sadoul)

## Stile

### Realismo documentario
Lang scrisse nel 1924 "la forza del film è nella valorizzazione del cinema come documento di un'epoca" e racconta di aver tratto ispirazione per diversi episodi da articoli di giornale. Sono girate con stile documentaristico le scene dell'assedio alla casa di Mabuse e della sua fuga nelle fogne, oppure quelle che descrivono la perfetta organizzazione della banda criminale. A Lotte H. Eisner il regista ricorda inoltre che il film iniziava con una sequenza d'apertura, successivamente tagliata (non sa dire quando) e oggi scomparsa, composta da un montaggio di scene di attualità riferite all'insurrezione spartachista, all'assassinio di Rathenau, al putsch di Kapp e ad altri episodi violenti degli anni precedenti. "Chi è dietro tutto questo?" recitava la didascalia ed era seguita da una parola che andava ingrandendosi fino a riempire lo schermo, un "Io (Ich)" prorompente, la presenza di Mabuse.

### Espressionismo
L'influenza dello stile espressionista si ritrova nelle bizzarre scenografie, nei violenti chiaro-scuri, nelle atmosfere ad effetto, nel simbolismo (vedi tecnica cinematografica). Lang si è divertito a offrirci, in una sequenza del film, per bocca dello stesso Mabuse una definizione dell'espressionismo. Nella sequenza del ricevimento in casa del conte Told, il conte a un certo punto chiede: "Cosa pensa dell'espressionismo, Herr Doktor?", e Mabuse risponde: "L'espressionismo è solo un gioco, ma oggigiorno tutto nella vita è solo un gioco". Lotte H. Eisner, profonda conoscitrice di questo movimento culturale, a cui ha dedicato un libro fondamentale, Lo schermo demoniaco, commenta che la battuta può intendersi in due sensi: Mabuse è un giocatore e Fritz Lang si è sempre rifiutato di fare giochi estetizzanti.

## Ritratto di Mabuse
Le prime inquadrature del film mostrano una mano che dispone a ventaglio alcune fotografie tratte da un mazzo posto su un tavolo da toeletta. Ritraggono il dottor Mabuse nei suoi vari travestimenti. La mano di Mabuse le mischia come carte da gioco, ne sceglie una e la consegna al suo truccatore affinché esegua il travestimento prescelto.
Stefano Socci così descrive Mabuse:

## I personaggi
«Cinquanta anni dopo la loro registrazione ottica, i ritratti del dottore, della contessa Told, del procuratore von Wenk e di Chérie Carozza sono altrettanto “vivi”, altrettanto accattivanti di quanto lo furono nel 1922, e questo anche per il pubblico meno familiarizzato con le convenzioni del muto. Nessun film parlato ha meglio realizzato il progetto di instaurare tra schermo e spettatore quel particolare legame affettivo che è la partecipazione ad un racconto romanzesco dato non come illusione ma come "realtà" […] È in questo senso che Mabuse rappresenta un esito. Perché, beninteso, tale fu il progetto di quasi tutti i film molto prima di Mabuse. Ma fino a questo capolavoro di Lang, si può dire che il cinema è rimasto carente sul piano della credibilità romanzesca. Né Ince, né Griffith, né Perret, né Feuillade giungono, per l'occhio contemporaneo, a conferire ai loro personaggi questo spessore che caratterizza il personaggio romanzesco».

## Tecnica cinematografica

### Il montaggio
L'inizio ha un ritmo veloce. Su un treno internazionale viaggia un corriere che deve consegnare un importante contratto commerciale. La borsa con i documenti è appoggiata sul sedile accanto a lui. Il passeggero che occupa lo stesso scompartimento lo aggredisce e gli ruba la borsa dei documenti. La borsa vola fuori dal finestrino del treno e atterra sul sedile posteriore di una macchina guidata da un complice che attende ad un sottopassaggio. La borsa si sposta da un luogo all'altro con un sincronismo perfetto. A tre riprese, tre persone consultano, in tre luoghi diversi, le lancette dell'orologio. Il montaggio sottolinea la quasi simultaneità degli avvenimenti. Ogni immagine implica l'altra, dando senso a quella, insostituibile, che sola può seguirla. Serghei Jutkevic racconta a Lotte H. Eisner che il giovane Sergej Ėjzenštejn ammirato dalla precisione del montaggio, per studiarne la sofisticata tecnica, aveva suddiviso le scene per montarle in modo diverso e poi tornare a montarle nell'ordine originale.

### Tecniche tipiche dell'espressionismo

#### Contrasto di chiaroscuro
I processi psicologici vengono esteriorizzati, “espressi” visivamente. I contrasti chiaroscurali producono l'effetto di “shock” caratteristico dell'arte espressionista. Un esempio: la confusione mentale e la disperazione del conte sono rappresentati nella scena in cui brancola ubriaco di notte nelle sale del suo palazzo al lume di candela. Tra le opere d'arte esposte, dal buio emerge un'enorme statua primitiva fluorescente, scintillano i cristalli di un lampadario, una maschera africana "irrompe come un grido". Tutti questi oggetti preziosi non sono più elementi scenografici: "sono i geroglifici di una solitudine, di una disperazione indicibili".
Lang impiega di nuovo effetti chiaroscurali nella scena dell'assassinio di Hull e del suo amico che avviene di notte, in un angolo oscuro retrostante il ristorante Schramm, sotto una tremolante luce a gas, e sembra anticipare l'angoscia delle strade notturne di La donna del ritratto, Strada scarlatta, Gardenia blu.

#### Immagini ingrandite o deformate
Altri effetti espressionisti di "shock" Lang li ottiene con immagini filtrate attraverso lenti che ingrandiscono o deformano. Li ritroviamo nella "splendida scena con gli occhiali cinesi al tavolo da gioco". Mabuse gioca con gli occhiali dalle lenti rettangolari e il loro luccichio provoca un vero e proprio effetto espressionista di shock. Gli occhi del dottor Mabuse si avvicinano a grande velocità allo spettatore, la sua testa avanza, ingrandendosi sempre più, finché quasi "erompe dallo schermo".
In un'altra scena, a teatro, attraverso un binocolo appare lo scorcio inizialmente sfocato, poi gradualmente più netto, di un palcoscenico di rivista: da una macchia illeggibile si passa ad un quadro lucido quando il binocolo viene aggiustato. Il giovane Hitchcock, tre anni dopo, nel suo primo film Il giardino del piacere, esordisce con una scena molto simile, rendendo omaggio alla lezione del maestro, già consapevole che il tema del guardare attraverso delle lenti tocca l'essenza stessa del cinema.

#### Scene notturne
Gli spettatori e i critici dell'epoca apprezzarono molto le scene notturne in cui "le macchine sfrecciano sulla strada e le lampade ad arco si vedono estendersi per chilometri nel buio come stelle", e la scena in cui "un treno sopraelevato passa in primo piano su un viadotto buio, con le finestre illuminate che lampeggiano nella notte".
Lang racconta che le scene notturne di Mabuse furono girate in studio. Il treno sopraelevato era un treno giocattolo, fotografato in studio e poi sovrimpresso alla scena, girata precedentemente nella strada di notte. Con Arno Wagner scoprì che per le scene notturne riprese con un obiettivo grandangolare, il momento migliore per girare è quello del crepuscolo, quei cinque sei minuti tra il giorno e la notte.

#### Didascalie animate
Le didascalie animate allora erano una novità. La scritta “TSI NAN FU” che compare sotto le carte da gioco, nella partita fra Wenk e Mabuse, suggestionò i critici non meno del pubblico. Si trattava di un semplice foglio di carta dipinto in color legno con le lettere lasciate in bianco e illuminate dal di sotto. Quando Wenk alza le carte, la scritta si illumina, le lettere si dilatano gradualmente. Lo scopo è quello di rappresentare visivamente la forza irresistibile dello sguardo ipnotico di Mabuse che incatena non solo la sua vittima ma anche il suo pubblico.
Un altro effetto forte fu provocato, dopo l'esibizione del finto Sandor Weltmann, dalla didascalia “MELIOR” che scorre davanti all'auto di Wenck, ai bordi della strada, da ogni lato, rinnovandosi sempre e trascinandolo ipnoticamente verso il precipizio, la cava di Melior.

#### Simbolismo
- La grande macchina tipografica diventa un mostro gigantesco.
- Mabuse nel salotto del conte Told siede vicino ad un camino proprio sotto a un grande quadro che raffigura Lucifero.

## Filmografia del dottor Mabuse
1. Il dottor Mabuse (Dr. Mabuse, der Spieler, 1922), di Fritz Lang con Rudolf Klein-Rogge nel ruolo del dottor Mabuse
2. Il testamento del dottor Mabuse (Das Testament des Dr. Mabuse, 1933), di Fritz Lang con Rudolf Klein-Rogge
3. Il diabolico dottor Mabuse (Die Tausend Augen des Dr. Mabuse, 1960), di Fritz Lang con Wolfgang Preiss nel ruolo del dottor Mabuse
4. F.B.I. contro dottor Mabuse (Im Stahlnetz des Dr. Mabuse, 1961), con Wolfgang Preiss
5. Gli artigli invisibili del dottor Mabuse (Die unsichtbaren Krallen des dr. Mabuse, 1961), con Wolfgang Preiss
6. Il testamento del dottor Mabuse (Das Testament des Dr. Mabuse, 1962), con Wolfgang Preiss
7. Scotland Yard contro il dottor Mabuse (Scotland Yard jagt Dr. Mabuse, 1963), con Wolfgang Preiss
8. I raggi mortali del dottor Mabuse (Die Todesstrahlen des Dr. Mabuse, 1964), con Joachim Nottke nel ruolo del dottor Mabuse
9. La venganza del doctor Mabuse (Dr. M schlägt zu, 1972), con Jack Taylor nel ruolo del dottor Mabuse

Wolfgang Preiss ritornerà nel 1989 in un cameo nel film di Claude Chabrol, Doctor M., liberamente ispirato al personaggio creato da Norbert Jacques.